# One Man Revolution
One Man Revolution est le premier album de The Nightwatchman, le projet solo de Tom Morello.

## Titres
1. California's Dark
2. One Man Revolution
3. Let Freedom Ring
4. The Road I Must Travel
5. The Garden of Gethsemane
6. House Gone Up In Flames
7. Flesh Shapes The Day
8. Battle Hymns
9. Maximum Firepower
10. Union Song
11. No One Left
12. The Dark Clouds Above
13. Until The End
14. Branding Iron